# Гондюл Валерій Петрович
Гόндюл Валерій Петрович
(16.06.1949, м. Київ – 19.10.2007, м. Київ), кандидат технічних наук, професор, Відмінник освіти України (1999), лауреат Премії ЮНЕСКО (1999), засновник спеціальності "Міжнародна інформація" в Україні, засновник кафедри міжнародної інформації в Інституті міжнародних відносин Київського національного університету імені Тараса Шевченка.

## Біографія
Народився 16 червня 1949 року в смт Димер Вишгородського району Київської області.
В 1973 році закінчив Київський політехнічний інститут (КПІ) за спеціальністю «радіоінженер–конструктор». Науково-педагогічну роботу розпочав асистентом кафедри радіоконструювання та виробництва радіоапаратури КПІ. В 1982 році підготував і захистив кандидатську дисертацію на тему «Оптимізація компонувальних характеристик конструкцій радіоелектронної апаратури при автоматизованому проектуванні». В 1991 році отримав вчене звання професора. В 1988-1992рр. працював проректором з навчальної роботи КПІ.
Протягом 1992-1995рр. – заступник міністра освіти України з питань науки та вищої школи.
З 1993 року працював у Київському національному університеті імені Тараса Шевченка. З 1993-2007рр. - завідувач кафедри міжнародної інформації Інституту міжнародних відносин. З 1995-2004 рр. - також проректор з наукової роботи Університету.

## Основні напрями наукової діяльності
Напрями наукових досліджень:
Математичне моделювання та прогнозування міжнародних відносин.
Моделювання міжнародних конфліктів.
Інформаційні системи та технології.
Авторські нормативні курси: вступ до спеціальності «Міжнародна інформація», математичні основи інформаційних технологій, основи міжнародних інформаційних відносин, системний аналіз в міжнародних відносинах, теорія прийняття рішень в міжнародних відносинах, математичне моделювання та прогнозування в міжнародних відносинах, методологія та організація наукових досліджень, методика викладання у вищій школі.
Автор близько 100 наукових праць, зокрема, співавтор навчальних посібників "Математичне моделювання та прогнозування в міжнародних відносинах" (Київ, 1998), "Міжнародна інформаційна безпека" (Київ, 1999); 4 енциклопедичних та тлумачних словників "Інформатика та обчислювальна техніка" (Київ, 2000), "Радіотехніка" (Київ, 2001), "Радиотехника" (Москва, 2002), "Дипломатична енциклопедія" (Київ, 2004); електронних посібників "Вступ до спеціальності "Міжнародна інформація", "Основи міжнародних інформаційних відносин".

## Нагороди
- Лауреат Премії ЮНЕСКО (1999).
- Відзнака Президента України – Орден "За заслуги" ІІІ ступеня (1999).
- Нагрудний знак "Відмінник освіти України" (1999).
- Почесна грамота Міністерства освіти України "За плідну роботу з обдарованою молоддю та значний внесок у підготовку та проведення Всеукраїнського конкурсу наукових студентських та аспірантських робіт з політичної тематики 2001 року" (2001).
- Лист-подяка Міністерства закордонних справ України "За участь в роботі тематичного семінару підвищення кваліфікації щойно призначених Надзвичайних Повноважених Послів України" (2001).
- Лист-подяка Верховної Ради України Комітету з питань науки і освіти "За висловленні пропозиції та рекомендації під час підготовки Закону про вищу освіту України" (2002).
- Почесний диплом П’ятої міжнародної виставки навчальних закладів "Сучасна освіта в Україні – 2002" за розробку і впровадження в навчально-виховний процес сучасних педагогічних технологій (2002).
- Почесна грамота Міністерства закордонних справ України(2003).
- Відзнака Вченої ради Київського національного університету імені Тараса Шевченка (2005).